# Euphyia polycarpa
Euphyia polycarpa är en fjärilsart som beskrevs av Edward Meyrick 1891. Euphyia polycarpa ingår i släktet Euphyia och familjen mätare. Inga underarter finns listade i Catalogue of Life.